# Adílson Batista
Adílson Batista, brazilski nogometaš, * 16. marec 1968.
Za brazilsko reprezentanco je odigral štiri uradne tekme.